# Венъбъл (шелфов ледник)
Шелфовият ледник Венъбъл (на английски: Venable Ice Shelf) заема част от крайбрежието на Западна Антарктида, край Брега Ейтс на Земя Елсуърт, в акваторията на море Белингсхаузен в Тихоокеанския сектор на Южния океан. Разположен е между полуостровите Флетчър на запад и Алисън на изток.
Шелфовият ледник Венъбъл е открит и картиран на базата на извършеното аерофотозасвемане от американските антарктически експедиции през 1961 – 66 г. По предложение на Американския консултативен комитет по антарктическите названия безименния шелфов ледник е наименуван в чест на контраадмирал Джак Доналд Венъбъл (1926 – 2008), командващ морските сили в Антарктическата програма на САЩ през 1967 – 68 г.